# To Potami
To Potami  (græsk: Το Ποτάμι, Floden) er et politisk parti i Grækenland. Partiet er socialliberalt og socialdemokratisk samt pro-europæisk.  Partiet blev oprettet i år 2014

## Europaparlamentet
Partier Floden fik to pladser i Europaparlamentet ved valget i 2014. Parties to medlemmer af Europaparlamentet er med i gruppen S&D, men partiet er ikke medlem  af De Europæiske Socialdemokrater (PES).

## Det græske parlament
Ved parlamentsvalget i Grækenland januar 2015 fik partiet 17 pladser i det græske parlament. Partiet er parlamentets fjerde største parti. [kilde mangler]